# یوزو
یوزو (به ژاپنی: 柚 ユズ Yuzu) یک نوع میوه از نوع مرکبات است. منشأ یوزو در آسیای شرقی است.